# Hadena
Genre
Le  genre Hadena regroupe des lépidoptères (papillons) nocturnes de la famille des Noctuidae.

## Liste des espèces et sous-espèces en Europe
- Hadena (Anepia) christophi (Möschler 1862)
- Hadena (Anepia) irregularis (Hufnagel 1766)
- Hadena (Anepia) nevadae (Draudt 1933)
- Hadena (Anepia) perplexa (Denis & Schiffermüller 1775)
- Hadena (Anepia) ruetimeyeri Boursin 1951
- Hadena (Anepia) sancta cypriaca Berio 1978
- Hadena (Anepia) sancta protai Berio 1978
- Hadena (Anepia) sancta sancta (Staudinger 1859)
- Hadena (Anepia) sancta (Staudinger 1859)
- Hadena (Anepia) silenes (Hübner 1822)
- Hadena (Anepia) syriaca podolica (Kremky 1937)
- Hadena (Anepia) syriaca syriaca (Osthelder 1933)
- Hadena (Anepia) syriaca (Osthelder 1933)
- Hadena (Hadena) adriana (Schawerda 1921)
- Hadena (Hadena) albimacula (Borkhausen 1792)
- Hadena (Hadena) archaica Hacker 1996
- Hadena (Hadena) atlantica (Hampson 1905)
- Hadena (Hadena) azorica Meyer & Fibiger 2002
- Hadena (Hadena) bicruris (Hufnagel 1766)
- Hadena (Hadena) caesia abruzzensis (Draudt 1934)
- Hadena (Hadena) caesia bulgarica Boursin 1959
- Hadena (Hadena) caesia caesia (Denis & Schiffermüller 1775)
- Hadena (Hadena) caesia castiliana (Reisser 1935)
- Hadena (Hadena) caesia frigida Zetterstedt 1839
- Hadena (Hadena) caesia grisea (Hospital 1948)
- Hadena (Hadena) caesia mananii (Gregson 1866)
- Hadena (Hadena) caesia ostrogovichi Hacker 1989
- Hadena (Hadena) caesia revolcadorensis Calle 1983
- Hadena (Hadena) caesia xanthophoba (Schawerda 1922)
- Hadena (Hadena) caesia (Denis & Schiffermüller 1775)
- Hadena (Hadena) capsincola (Denis & Schiffermüller 1775)
- Hadena (Hadena) clara alpina Boursin 1959
- Hadena (Hadena) clara clara (Staudinger 1901)
- Hadena (Hadena) clara dujardini Boursin 1959
- Hadena (Hadena) clara macedonia Boursin 1959
- Hadena (Hadena) clara nevadensis (Draudt 1934)
- Hadena (Hadena) clara (Staudinger 1901)
- Hadena (Hadena) compta armeriae (Guenée 1852)
- Hadena (Hadena) compta compta (Denis & Schiffermüller 1775)
- Hadena (Hadena) compta (Denis & Schiffermüller 1775)
- Hadena (Hadena) confusa (Hufnagel 1766)
- Hadena (Hadena) consparcatoides (Schawerda 1928)
- Hadena (Hadena) drenowski drenowski (Rebel 1930)
- Hadena (Hadena) drenowski lapidea Klyuchko & Hacker 1996
- Hadena (Hadena) drenowski (Rebel 1930)
- Hadena (Hadena) filograna consparcata (Freyer 1844)
- Hadena (Hadena) filograna filograna (Esper 1788)
- Hadena (Hadena) filograna (Esper 1788)
- Hadena (Hadena) gueneei (Staudinger 1901)
- Hadena (Hadena) karsholti Hacker 1995
- Hadena (Hadena) luteocincta (Rambur 1834)
- Hadena (Hadena) magnolii (Boisduval 1829)
- Hadena (Hadena) nigricata Pinker 1968
- Hadena (Hadena) orihuela Hacker 1996
- Hadena (Hadena) perpetua Hacker 1996
- Hadena (Hadena) persimilis balcanica Hacker 1996
- Hadena (Hadena) persimilis persimilis Hacker 1996
- Hadena (Hadena) persimilis Hacker 1996
- Hadena (Hadena) variolata dealbata (Staudinger 1892)
- Hadena (Hadena) variolata (Smith 1888)
- Hadena (Hadena) vulcanica expectata Hacker 1996
- Hadena (Hadena) vulcanica urumovi (Drenowski 1931)
- Hadena (Hadena) vulcanica vulcanica (Turati 1907)
- Hadena (Hadena) vulcanica (Turati 1907)
- Hadena (Hadena) wehrlii frequens Hacker 1996
- Hadena (Hadena) wehrlii wehrlii (Draudt 1934)
- Hadena (Hadena) wehrlii (Draudt 1934)
- Hadena (Maschukia) pumila (Staudinger 1879)
- Hadena (Maschukia) scythia Klyuchko & Hacker 1996
- Hadena (Pinkericola) tephroleuca asiatica (F. Wagner 1931)
- Hadena (Pinkericola) tephroleuca reisseri (Draudt 1934)
- Hadena (Pinkericola) tephroleuca tephroleuca (Boisduval 1833)
- Hadena (Pinkericola) tephroleuca (Boisduval 1833)
- Hadena (Pronotestra) silenides (Staudinger 1895)

### Galerie

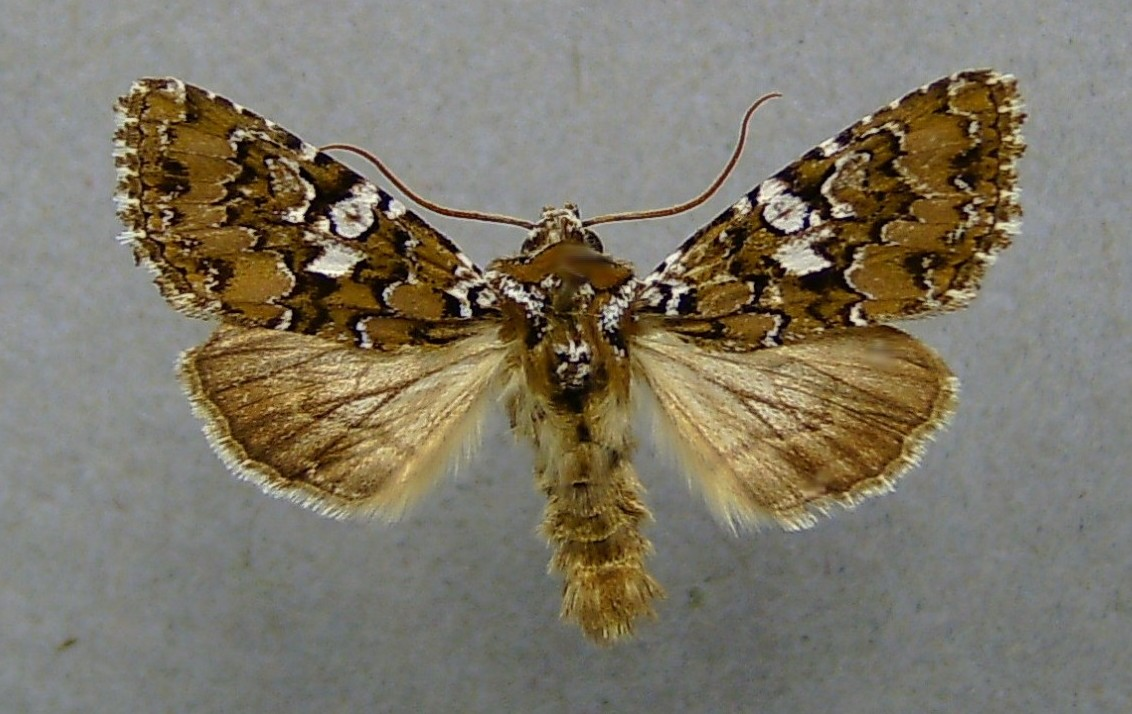
Hadena albimacula
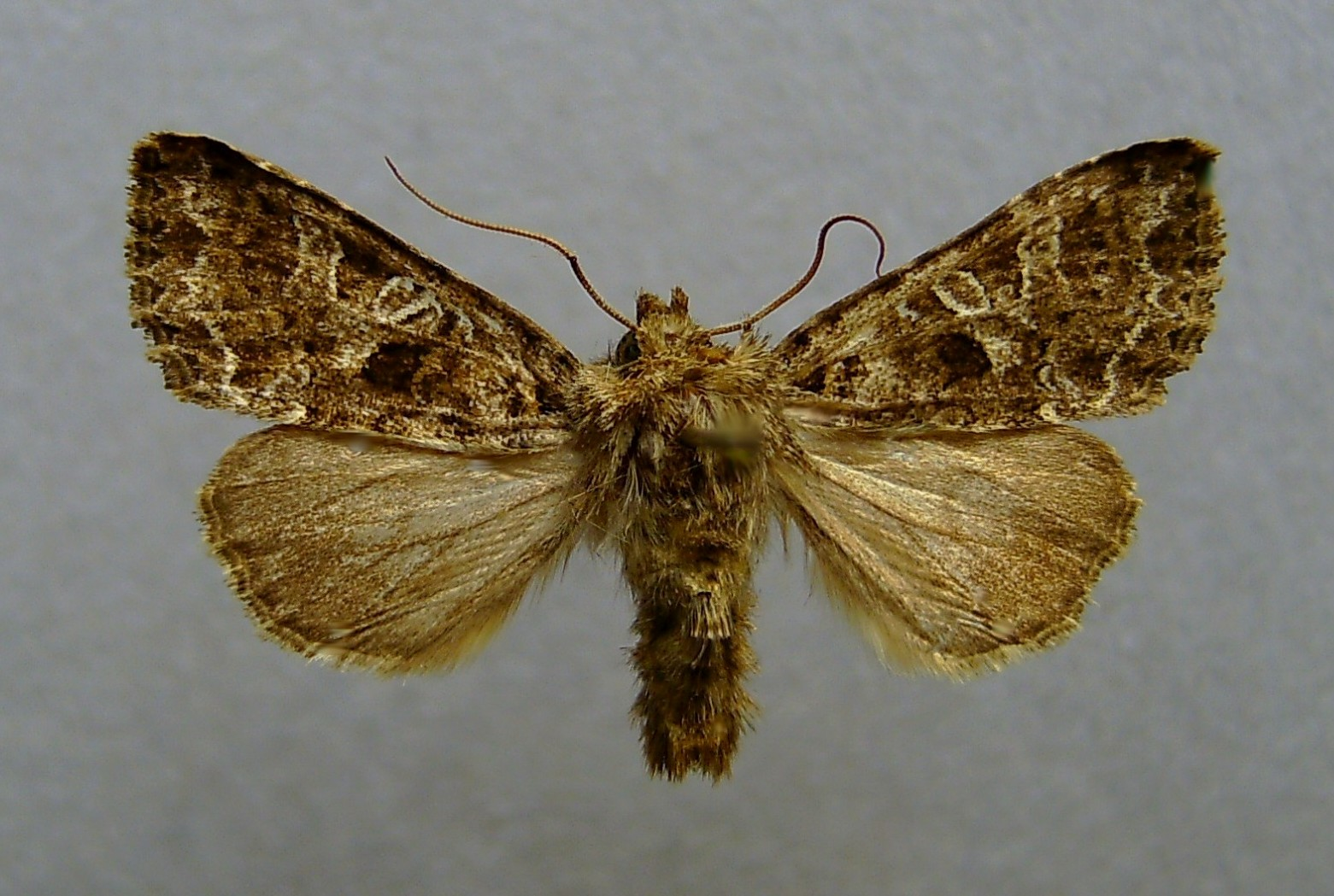
Hadena bicruris
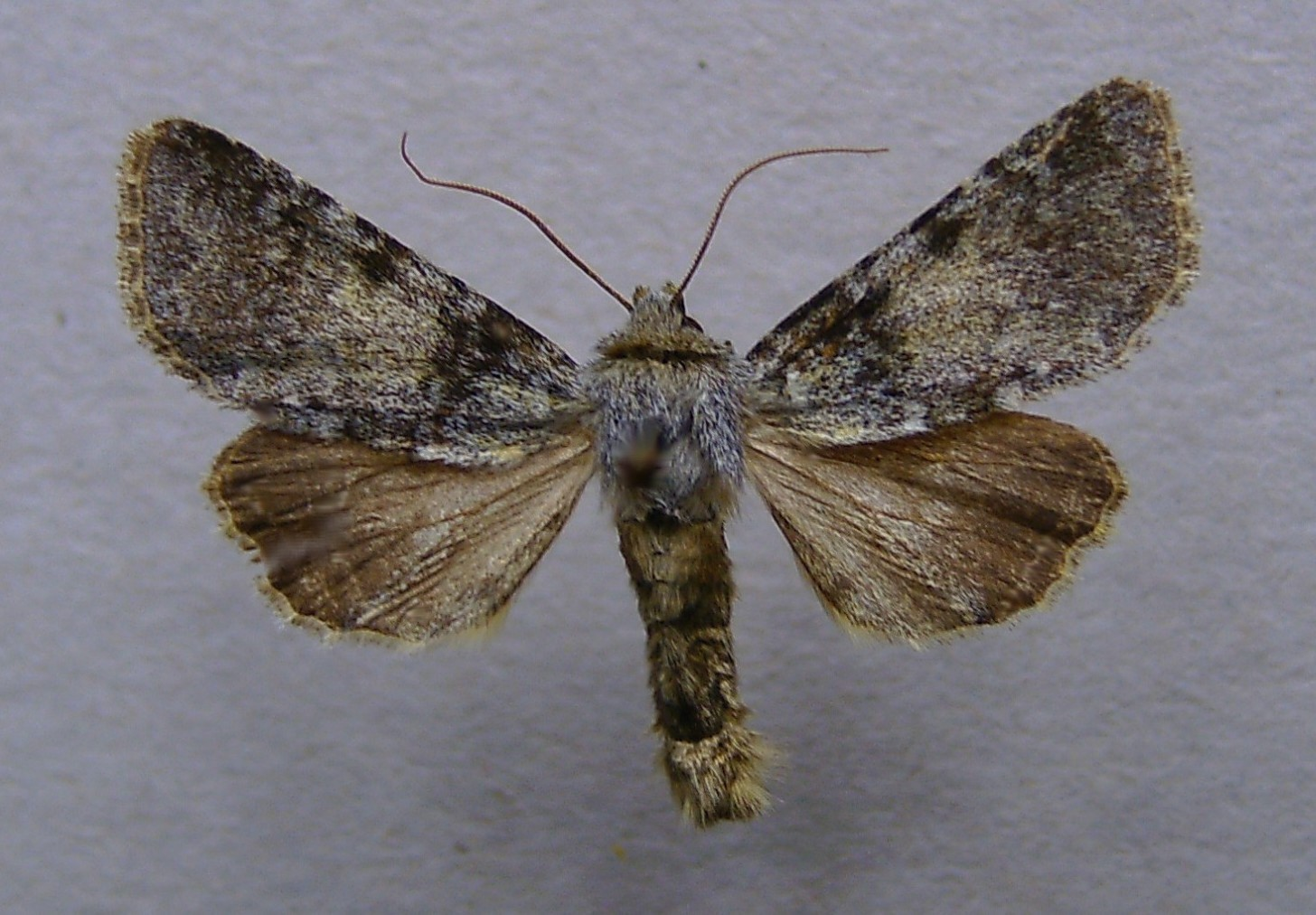
Hadena caesia
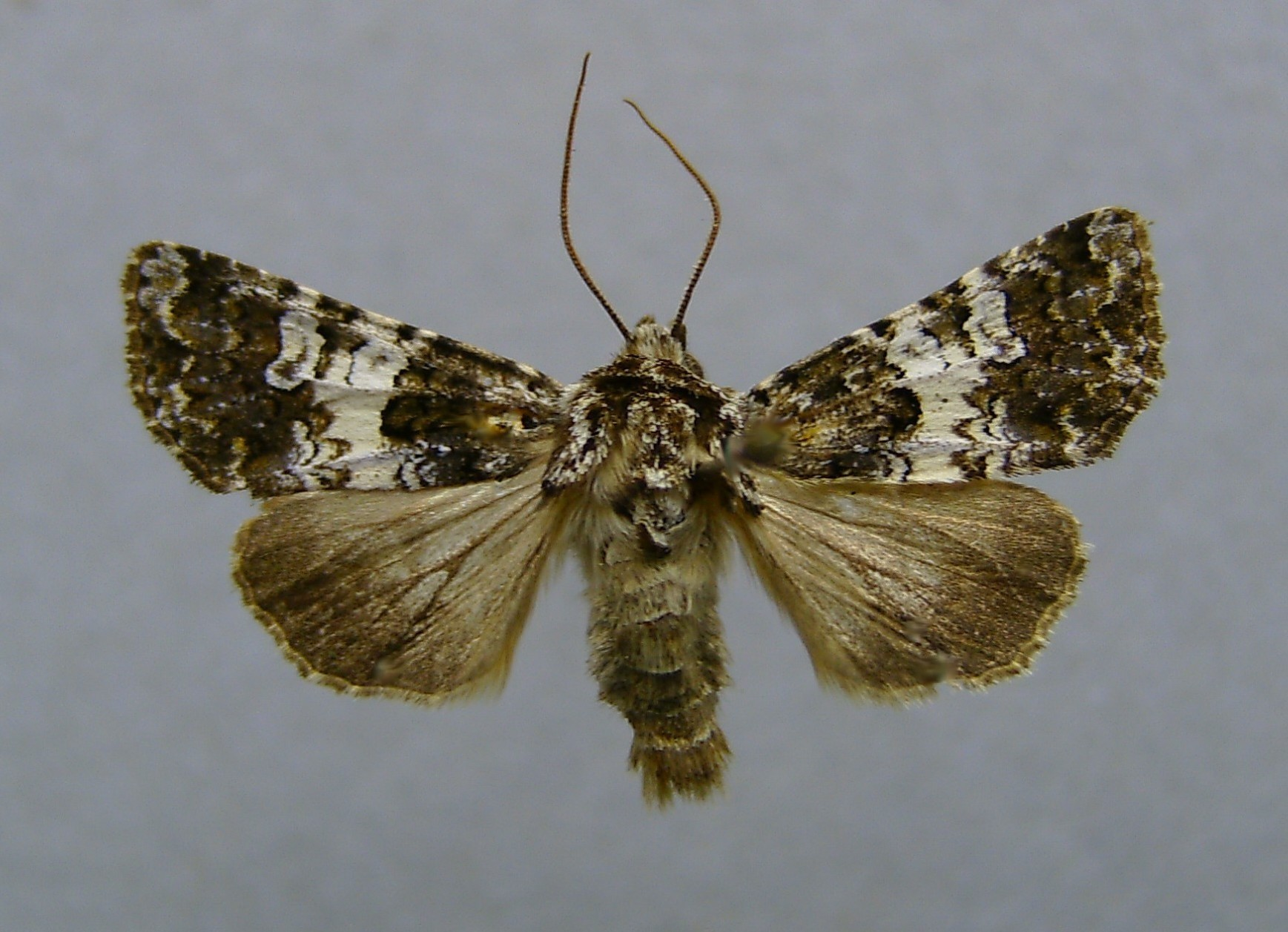
Hadena compta
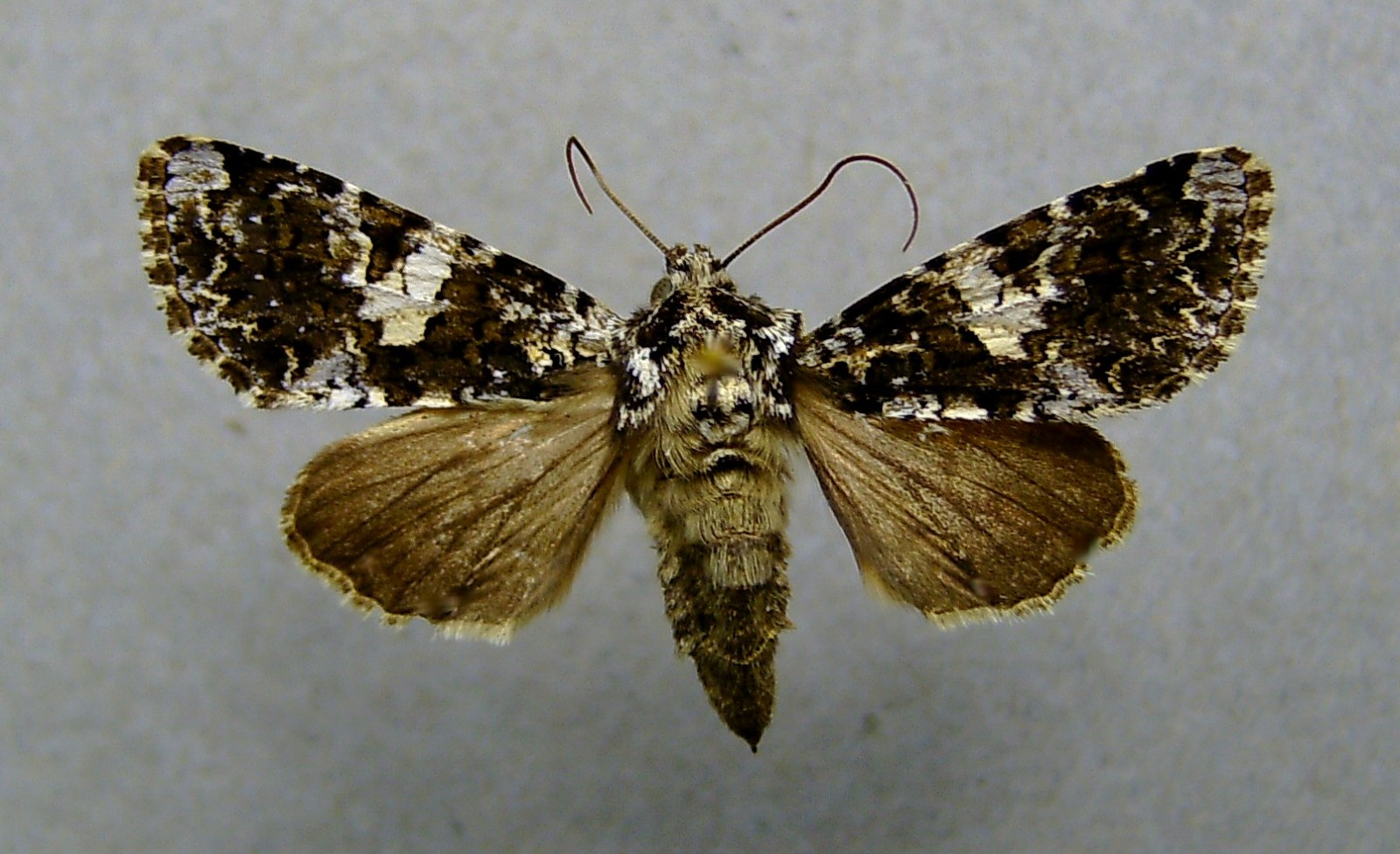
Hadena confusa
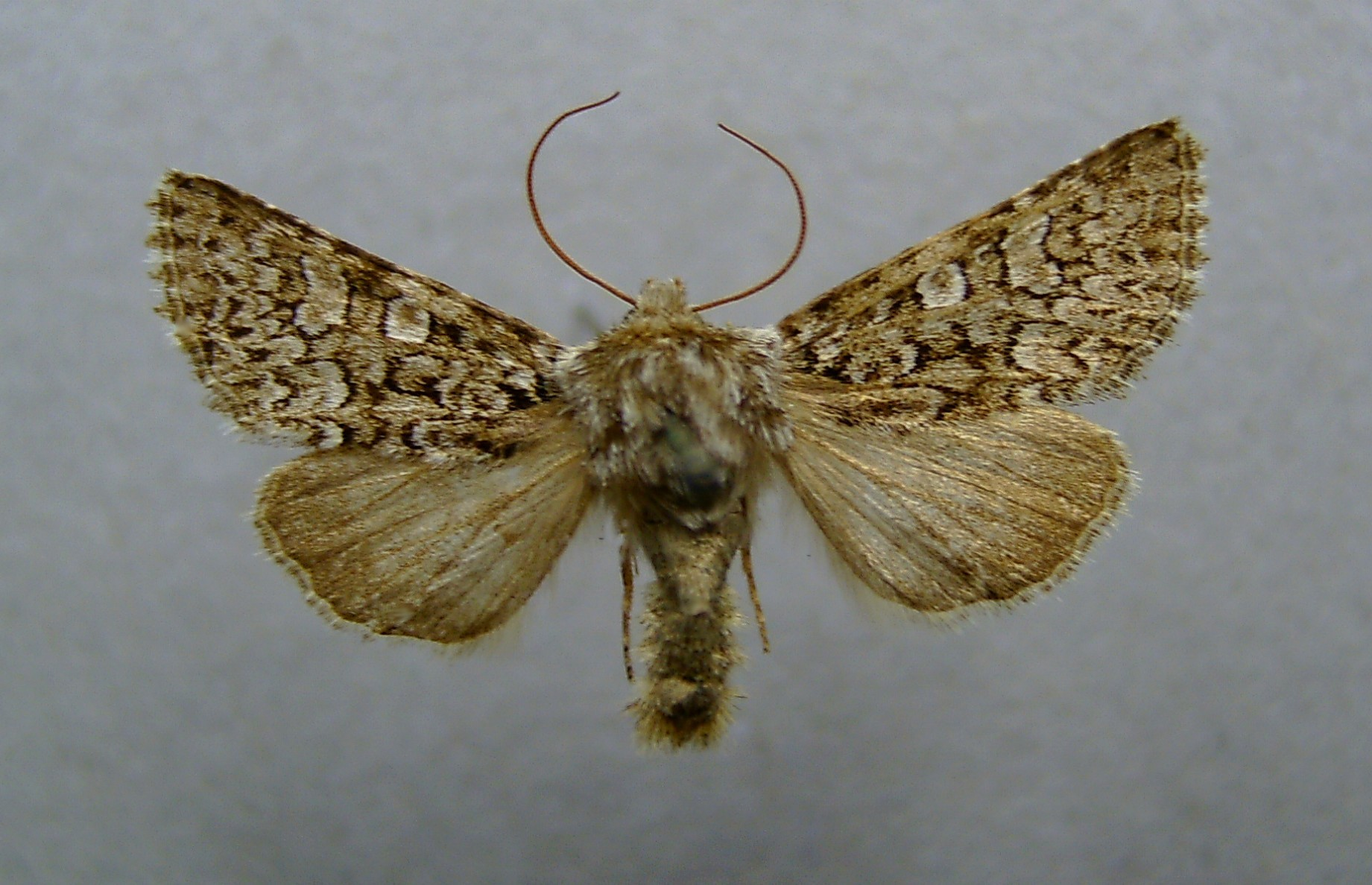
Hadena filograna
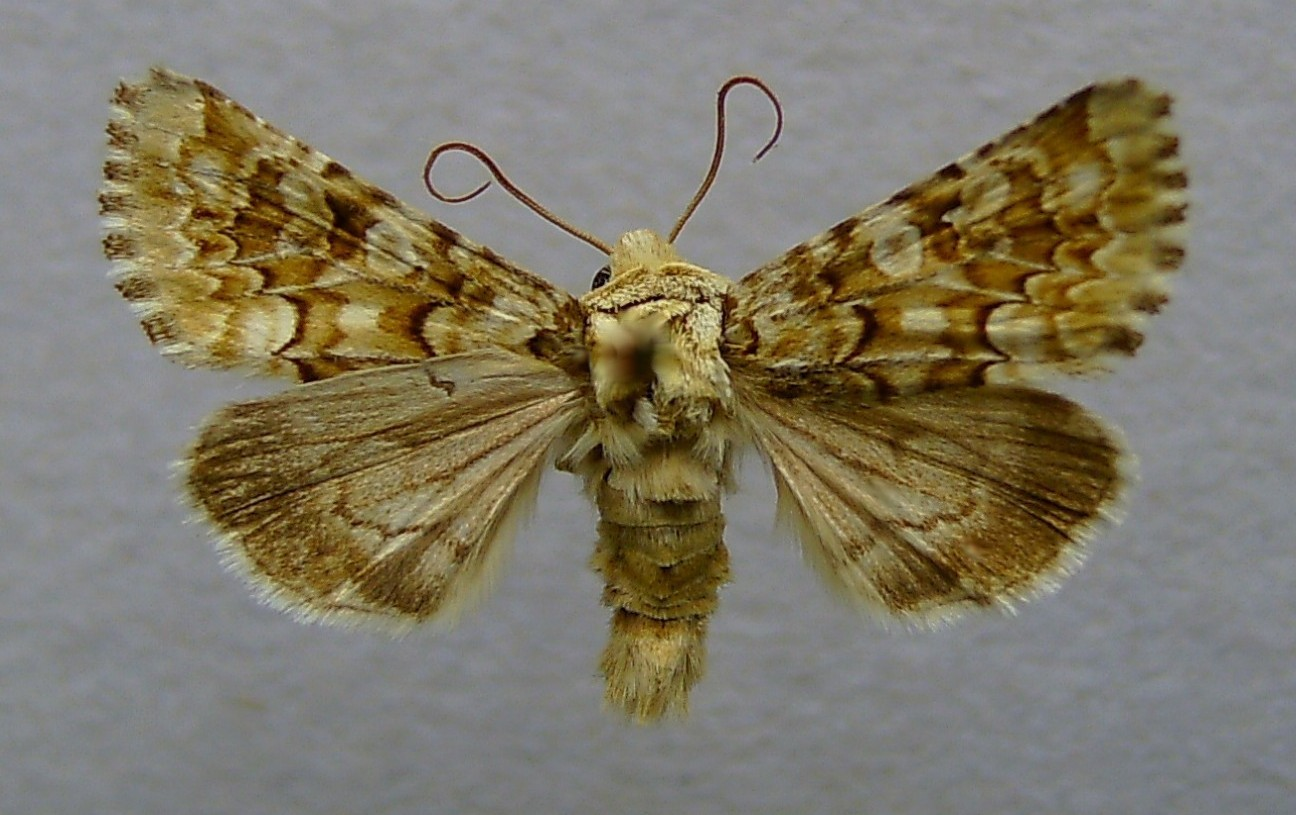
Hadena irregularis
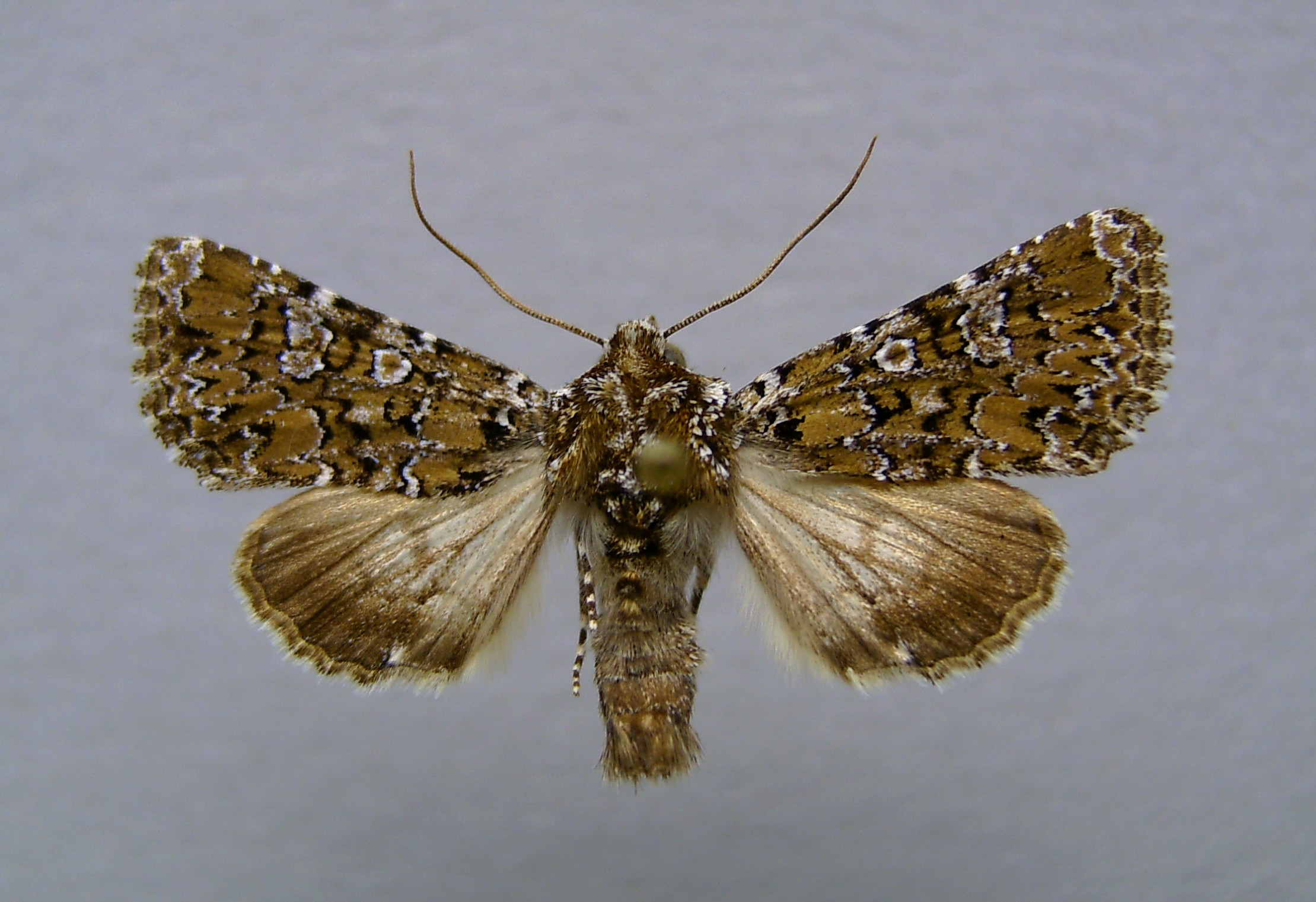
Hadena magnolii
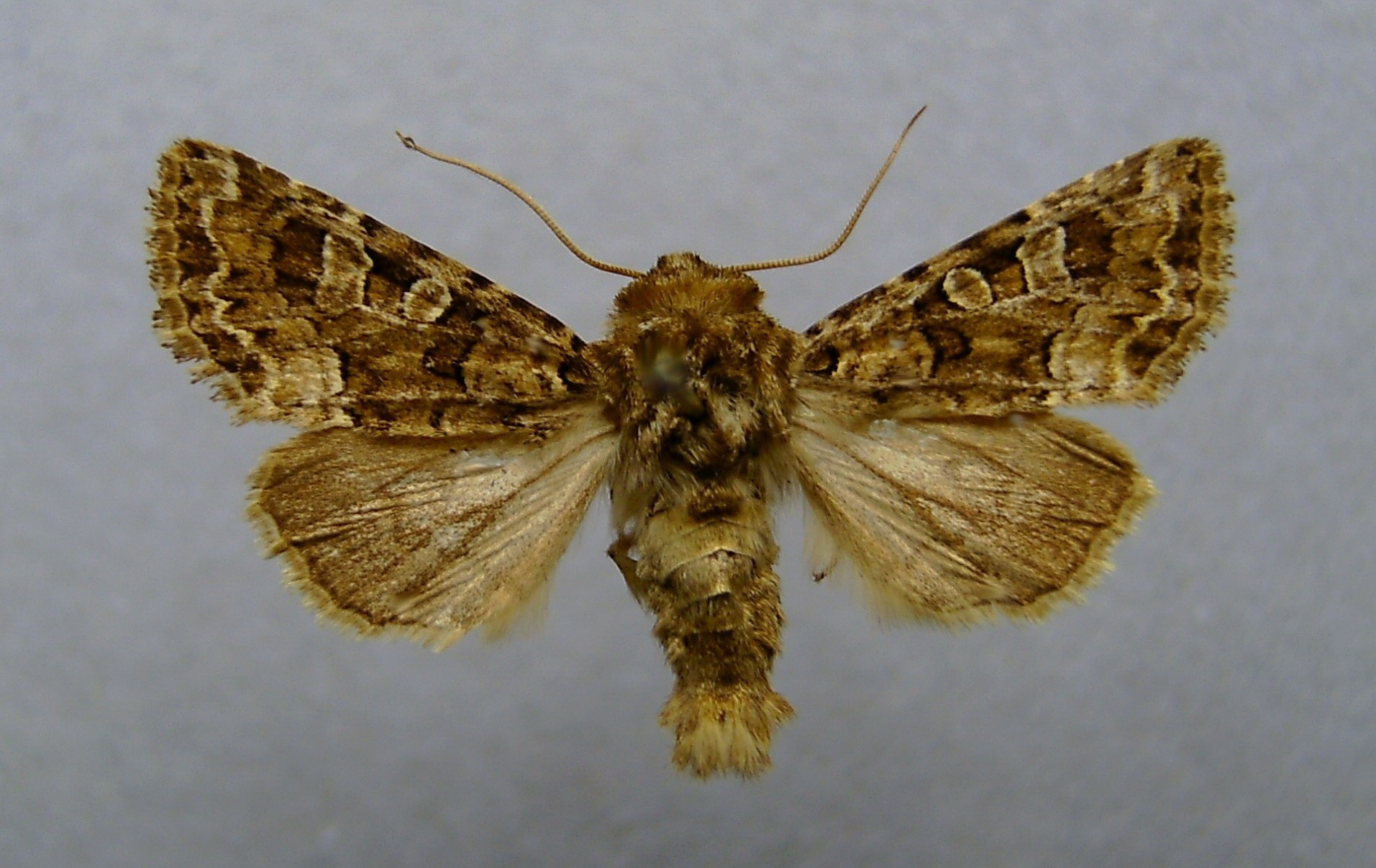
Hadena perplexa